# 菲利普·埃布尔森
菲利普·埃布尔森（英語：Philip Abelson，1913年4月27日—2004年1月8日），美国物理學家。他参与发现了镎，使用的同位素分离技术为曼哈顿计划提供了支持，提出了使用核动力推进潜艇的概念。战后他对生命起源进行研究，还长期担任《科学》杂志主编，撰写了百余篇社论，以鼓励民众对科学发生兴趣，进行思考。

## 生平
在華盛頓州立大學主修物理與化學，後於柏克萊加州大學獲得核物理博士。二战中他在华盛顿的海军研究实验室工作，1940年艾贝尔森帮助埃德温·麦克米伦使用回旋加速器用中子轰击铀，制成了镎。艾贝尔森采用热扩散的办法循环六氟化铀蒸气，收集了足够量的铀235，他后来在费城海军船坞建造了多条精密工程管道来收集铀235，之后又在橡树岭建立了更大的设备，用于给第一颗原子弹提供燃料。
他撰寫了世界上第一篇如何將核子反應爐裝置在潛艇中，以同時提供潛艇潛航時所需的推進力與電力之報告。在他的報告中提到可將潛艇用作一個飛彈發射台，等於是將潛艇的作用由戰術的攻擊用艦艇轉化為戰略武器載台。战后艾贝尔森一直在卡内基研究所工作，发展了斯坦利·米勒有关生物起源的重要工作，证实了可以用多种气体制成氨基酸。并从三亿年前的岩石中鉴定出了氨基酸，证明了氨基酸具有很大的稳定性。